# Aage Larsen
Pour les articles homonymes, voir Larsen.
Aage Larsen, né le 3 août 1923 et mort le 31 octobre 2016, est un rameur d'aviron danois.

## Carrière
Aage Larsen participe aux Jeux olympiques de 1948 à Londres et remporte la médaille d'argent en deux de couple avec Ebbe Parsner.